# Evahaus

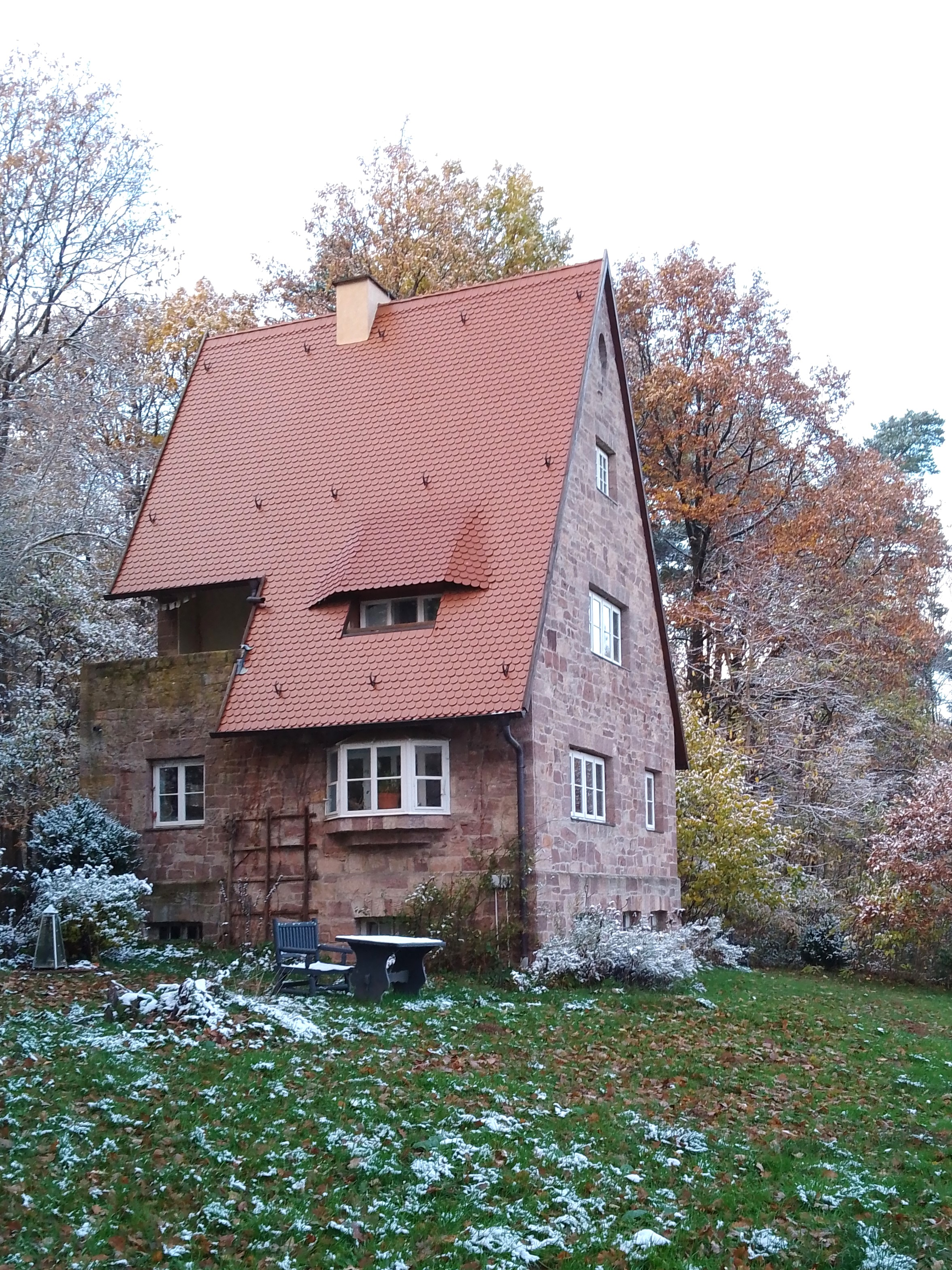
Evahaus 2022

Das Evahaus in der Siedlung Loheland bei Fulda ist ein hessisches Kulturdenkmal im Bereich der Gesamtanlage Loheland. Es gehört zu den Wohngebäuden der ursprünglichen Frauensiedlung.

## Lage
Das Gebäude steht in der Gemeinde Künzell bei Fulda. Die Streusiedlung Loheland liegt auf dem Gemarkungen der Ortsteile Dirlos und Pilgerzell. Das Gebäude wurde auf einer Anhöhe nahe dem Holzhaus mit Blick in die Höhenzüge Rhön errichtet.

## Geschichte

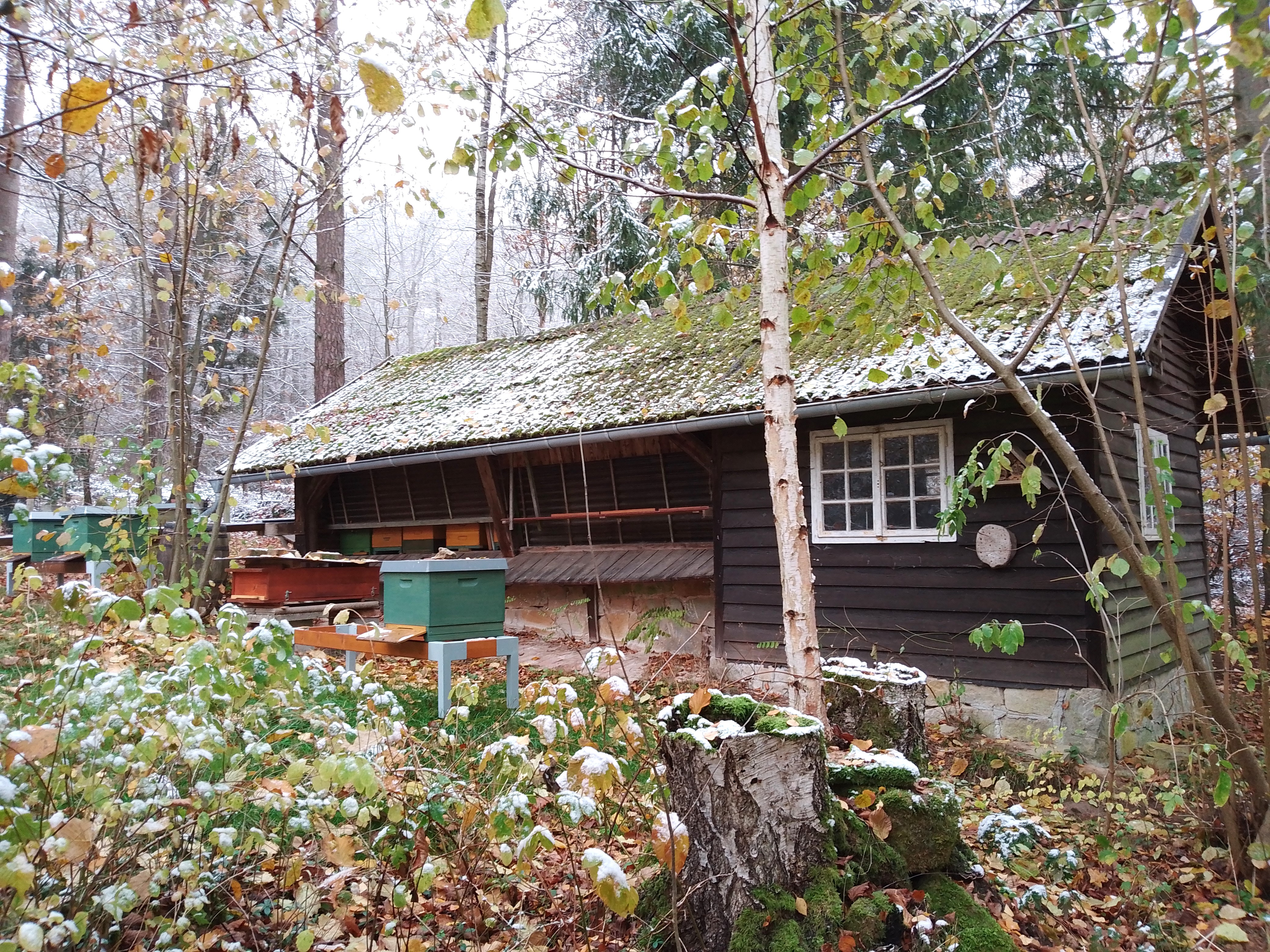
Bienenhaus im November 2022

Das Evahaus entstand in den Jahren 1924 und 1925. Architekt war Walther Baedeker. Finanziert wurde es wohl hauptsächlich von der Tanzpädagogin Eva Maria Deinhardt (1896–1977), die um 1920 sehr erfolgreich als Ausdruckstänzerin durch Deutschland tourte. Auf ihren Wunsch geht wahrscheinlich das steile, hohe Dach zurück. Deinhardt, die Tochter des Juristen und Senatspräsidenten Richard Deinhardt (1865–1942), bewohnte das Haus für einige Jahre. In der Siedlung war sie als Tanzlehrerin und Designerin tätig, gründete die Drechslerei und widmete sich der Imkerei. Deshalb wurde in den 1920er Jahren abseits des Evahauses noch ein kleines Bienenhaus errichtet. Louise Langgaard nutzte das Evahaus nach dem Auszug von Deinhardt auch selbst. Im Sockelgeschoss wurde ein Arbeits- und Unterrichtsraum eingerichtet.
Das Haus wurde 2016 denkmalgerecht saniert. Dabei wurde die erste, originale Farbfassung der Innengestaltung wiederentdeckt. Die intensive Farbigkeit wurde wiederhergestellt.

## Beschreibung

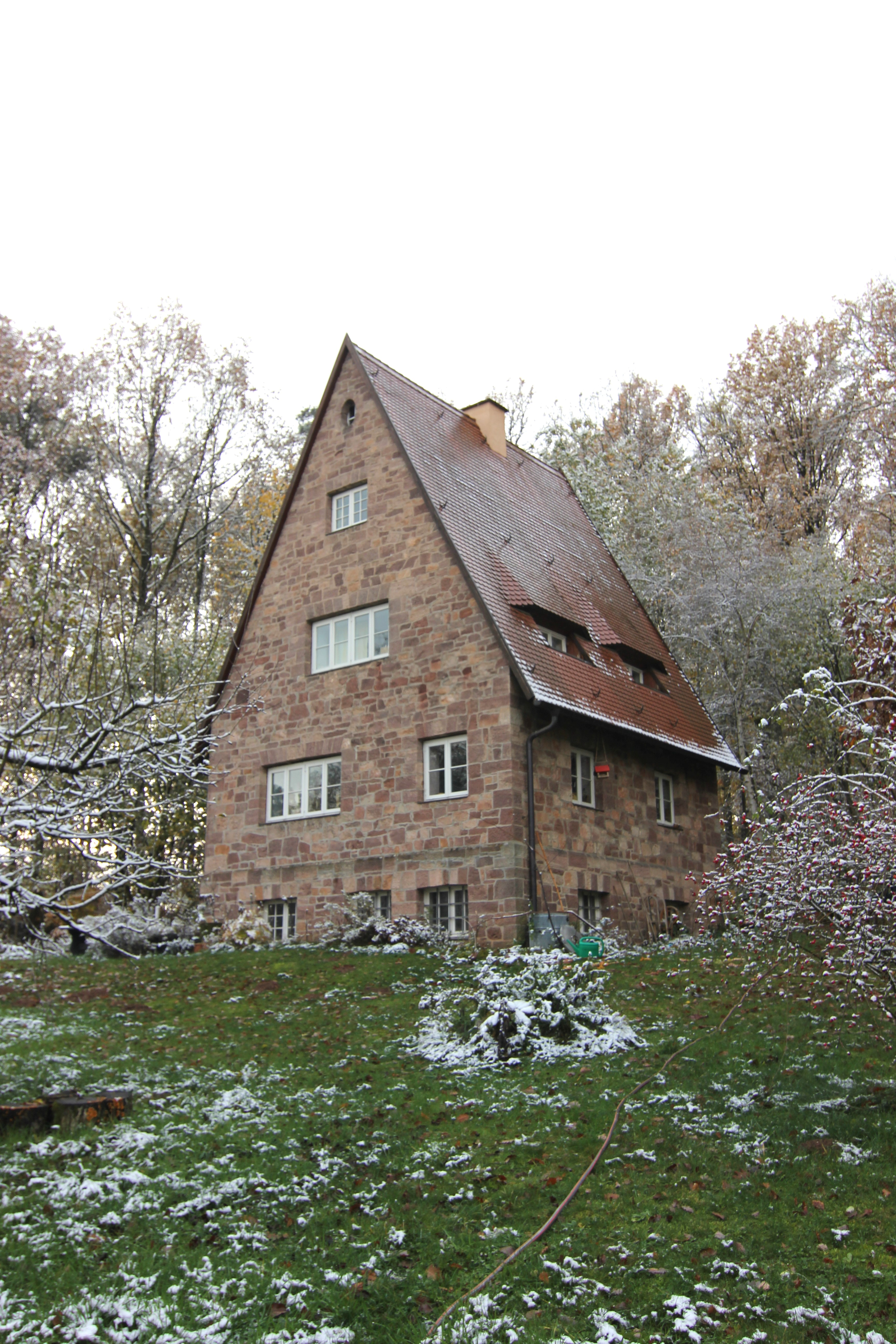
Evahaus 2022

Das Gebäude wurde aus regionalem Sandstein errichtet. Es verfügt über ein sehr steiles Satteldach aus glatten, roten Ziegeln. Aus dem Dachgeschoss hat man einen guten Ausblick in die Berge der Rhön und auf das Schloss Bieberstein, in dem die Gymnastikschule vor der Gründung von Loheland untergebracht war.
Die Außenmaße des Evahauses betragen 7,95 m auf 7,76 m. Im Erdgeschoss befinden sich ein Wohnraum, ein Schlafraum, die Küche und das Bad. Im unteren Dachgeschoss liegen ein Wohnraum und eine Kammer. Man kann von hier die Dachterrasse betreten, die tief in das Steildach eingeschnitten ist. Im zweiten, oberen Dachgeschoss gibt es noch einmal zwei Wohnräume. Im Sockelgeschoss befindet sich ein Arbeitsraum.
Die Räume im Inneren sind klein, enthalten aber heute noch einen Teil der originalen Ausstattung. Diese schlicht gestalteten Möbel, Gardinen und Teppiche kommen aus den ehemaligen Werkstätten Lohelands. Die erdgeschossige Einbauküche erinnert an Entwürfe aus dem Jahr der „Volksmöbel der Arbeitsgemeinschaft Determann“ am Bauhaus.
Das Gebäude ist ebenso wie das Bienenhaus ein Kulturdenkmal gemäß § 2.1 Hessisches Denkmalschutzgesetz innerhalb der Gesamtanlage Loheland gemäß § 2.2.1 Hessischen Denkmalschutzgesetz.